# Сестра Моника Паркер
Сестра Моника Паркер (англ. Sista Monica Parker также Сестра Моника, урождённая Моника Си Паркер (англ. Monica C. Parker; 27 апреля 1956, Гэри, Индиана, США — 9 октября 2014, Модесто, Калифорния, США) — американская блюзовая певица, продюсер, автор песен. Лауреат Blues Music Awards в номинации «Исполнительница соул-блюза» (2015), номинант Blues Music Awards в номинациях «Исполнительница современного блюза» (1998), «Исполнительница соул-блюза» (2006, 2008, 2010—2014).

## Биография
Моника Паркер родилась в 1956 году в Гэри, штат Индиана, начала петь в местной баптистской церкви в возрасте семи лет. После окончания колледжа в 1977 году Паркер присоединилась к Корпусу морской пехоты США и после трёх лет службы получила звание сержанта. В 1980 году Паркер создала в Чикаго компанию по подбору персонала в области электротехники. Позднее компания переехала в Калифорнию, где среди её клиентов были такие компании как Apple Inc., Hewlett-Packard, Sun Microsystems и Yahoo!. Воодушевлённая своим тогдашним соседом MC Hammer, Моника Паркер в 1992 году решила попробовать себя в музыкальном бизнесе, сначала став выступать в Emi's Bar & Grille в Санта-Круз, Калифорния. В 1995 году она выпустила свой дебютный альбом Get Out of My Way на своём собственном независимом лейбле Mo Muscle Records. Трек с альбома «Windy City Burner» получил ротацию на радио, и это помогло организовать её первые гастроли по США, Канаде и некоторым странам Европы. Ее следующий альбом Sista Monica был выпущен в 1997 году, и в 1998 году певица получила номинацию на звание лучшей исполнительницы современного блюза Blues Music Awards. После ещё одного альбома в 2000 году People Love the Blues («Трудно представить, что кто-то превзойдет интенсивность Систы в джамп-шаффле „Baby Workout!“ или сравняется с глубиной ее жесткого эмоционального свидетельства в пробирающем до мурашек медленном блюзе „A Chance to Breathe“»}}), певица записала госпел-альбом Gimme That Old Time Religion, и в том же году увидел свет концертный альбом, записанный в конце 1990-х в Бельгии. В 2002 году она выступила на фестивале блюза в заливе Монтерей, но в конце того же года у нее диагностировали редкую синовиальную саркому и отвели не более трёх месяцев жизни. После лечения она смогла вернуться в студию звукозаписи и выпустила Love, Soul & Spirit, Vol. 1 в 2004 году. В то же время Паркер инициировала создание хора из 40 голосов под названием Sista Monica Gospel & Inspirational Choir, музыкального ансамбля, состоящего из людей разных вероисповеданий.
В дальнейшем певица регулярно выпускала альбомы на своём лейбле, со второй половины 2000-х годов став постоянным номинантом на звание лучшей исполнительницы соул-блюза Blues Music Awards. Выступала на многочисленных фестивалях как в США, так и в других странах, таких как Италия, Франция, Нидерланды, Греция, Канада, Норвегия, Мексика и Испания. Делила сцену там с такими блюзовыми музыкантами как Би Би КИнг, Индиа Ари, Глэдис Найт, Этта Джеймс, Коко Тейлор, Сьюзан Тедески, Элвин Бишоп, Мейвис Стейплз и The Staple Singers, The Neville Brothers и Джоном Ли Хукером.
Умерла 9 октября 2014 года от рака лёгкого. В 2015 году посмертно была наконец признана лучшей исполнительницей соул-блюза Blues Music Awards. Последнее выступление певицы состоялось за неделю до смерти, 2 октября 2014 года в Окленде, где Моника Паркер пела, прибегая к кислородному баллону.
Паркер в 2005 году была признана исполнителем года Santa Cruz County, в 2000 году получила Gail Rich Award за достижении в искусстве, в 1998 году стала лауреатом California Music Awards в номинации «Лучший блюзовый исполнитель».
«Сестра Моника — это  динамичная череда мелодий от быстрого чикагского блюза, проникновенных душевных баллад до хорошего госпела — она приносит свои корни и соединяется с аудиторией с помощью своей уникальной харизмы».
«Известная своими большим, проникновенным, проникнутым госпелом контральто, похожим на медные трубы, и очень эмоциональной манерой исполнения песен, многие из которых она написала сама».
«Сестра Моника создаёт глубокий грув, который заставляет слушателей хлопать в ладоши, подпевать и танцевать на своих местах и на ногах».

## Дискография
| Год  | Название                       | Лейбл             |
| ---- | ------------------------------ | ----------------- |
| 1995 | Get Out of My Way              | Mo Muscle Records |
| 1997 | Sista Monica                   | Mo Muscle Records |
| 2000 | People Love the Blues          | Mo Muscle Records |
| 2001 | Give Me That Old Time Religion | Mo Muscle Records |
| 2001 | Live in Europe                 | Mo Muscle Records |
| 2004 | Love, Soul & Spirit, Vol. 1    | Mo Muscle Records |
| 2005 | Can't Keep a Good Woman Down   | Mo Muscle Records |
| 2008 | Sweet Inspirations             | Mo Muscle Records |
| 2010 | Singing in the Spirit          | Mo Muscle Records |
| 2011 | Living in the Danger Zone      | Mo Muscle Records |
| 2012 | Soul Blues & Ballads           | Mo Muscle Records |